# Zahoreni
Zahoreni è un comune della Moldavia situato nel distretto di Orhei di 1.359 abitanti al censimento del 2004